# بوژان (شهرستان زیانچورینسکی، باشقیرستان)
بوژان (انگلیسی: Buzhan, Zianchurinsky District, Republic of Bashkortostan) یک شهرک در شهرستان زیانچورینسکی استان باشقیرستان کشور روسیه است.